# Nieuwe Boteringestraat
De Nieuwe Boteringestraat is een straat in de Nederlandse stad Groningen die - gezien vanaf de Grote Markt - in het verlengde van de Oude Boteringestraat ligt, in noordelijke richting ongeveer. Aan het begin van de straat - gerekend vanaf de Diepenring - ligt aan de rechterkant de Ossenmarkt.
De straat is ontstaan bij de zeventiende-eeuwse stadsuitleg, waarbij de huidige Hortusbuurt ontstond, waar de Nieuwe Boteringestraat deel van uitmaakt. Aan de straat bevindt zich een plein: het Nieuwe Kerkhof, met de Nieuwe Kerk. De straat loopt door tot in het Noorderplantsoen en gaat aan de andere kant van het plantsoen door als Moesstraat.
De straat heeft grotendeels nog haar oorspronkelijke bebouwing. Er zijn vooral woonhuizen en slechts een paar winkels te vinden. In het begin van de straat, op de hoek van het Guyotplein,  bevindt zich sinds 1995 de rechtbank in een nieuw gebouw ontworpen door Theo Bosch. Aan de andere kant van de straat staat sind 1954 een appartementencomplex ontworpen door F. Klein ter vervanging van een tweetal panden die door oorlogshandelingen waren verwoest.  
Aan de oostzijde, op nummer 47, bevindt zich de ingang van het Doopsgezind Gasthuis uit 1872.

## Monumenten
De straat telt negen rijksmonumenten en vier panden die zijn aangewezen als gemeentelijk monument.
| Adres                                 | Bouwjaar          | Beschrijving | Monument  | Afbeelding |
| ------------------------------------- | ----------------- | --- | --------- | ---------- |
| Nieuwe Boteringestraat 1              | 1952-54           | Wederopbouw, appartementengebouw ontworpen door F. Klein                                                                                        | GM 104384 |            |
| Nieuwe Boteringestraat 24             | 1843              | Pand, zes traveeën breed, met zesruitsvensters, oorspronkelijk uit de zeventiende eeuw                                                          | RM 18574  |            |
| Nieuwe Boteringestraat 26             | 17e eeuw          | Pand met afgeschuind zadeldak, oorspronkelijk uit begin zeventiende eeuw. Gerestaureerd in 2001.                                                | RM 18575  |            |
| Nieuwe Boteringestraat 29             | 1870              | Woonhuis, twee verdiepingen met schilddak. | GM 102594 |            |
| Nieuwe Boteringestraat 30             | 1838              | Eenvoudig woonhuis met verdieping onder zadeldak                                                                                                | RM 18576  |            |
| Nieuwe Boteringestraat 42             | 1870              | Woonhuis in eclectische bouwstijl | GM 102615 |            |
| Nieuwe Boteringestraat 47-1 t/m 47-26 | 1872              | Doopsgezind Gasthuis | RM 484909 |            |
| Nieuwe Boteringestraat 50             | 18e eeuw          | Woonhuis, eenlaags onder zadeldak met klokgeveltje boven de ingang, in 2002 gerestaureerd.                                                      | RM 18577  |            |
| Nieuwe Boteringestraat 52             | mogelijk 17e eeuw | Breed eenlaags woonhuis met dakkapel boven de ingang. Op plattegrond uit 1643 staat hier al eenlaags huis, niet zeker of dat hetzelfde pand is. | RM 18578  |            |
| Nieuwe Boteringestraat 54             | 1870              | Herenhuis in ecelctische bouwstijl | RM 485916 |            |
| Nieuwe Boteringestraat 60             | 1887              | Woonhuis in neo-classicistische stijl op de hoek van de Kleine Kruisstraat                                                                      | GM 102622 |            |
| Nieuwe Boteringestraat 90             | 1885              | Woonhuis in rijk versierde eclectische bouwstijl, balkon later toegevoegd.                                                                      | RM 485923 |            |
| Nieuwe Boteringestraat 98-98a-98b     | 1924              | Winkelwoonhuis ontworpen door Joh. Prummel | RM 485930 |            |

Achter de Muur · 
Akerkhof · 
Akerkstraat · 
Broerstraat · 
Brugstraat ·
Bruine Ruiterstraat ·
Burchtstraat · 
Butjesstraat ·
Carolieweg ·
Coehoornsingel · 
Donkersgang · 
Driften · 
Emmaplein · 
Folkingestraat · 
Folkingedwarsstraat ·
Ganzevoortsingel · 
Gasthuisstraatje ·
Gedempte Kattendiep ·
Gedempte Zuiderdiep ·
Gelkingestraat ·
Grote Kromme Elleboog ·
Grote Markt ·
Guldenstraat ·
Guyotplein ·
Haddingestraat ·
Haddingedwarsstraat ·
Hardewikerstraat ·
Hereplein · 
Herebinnensingel ·
Heresingel ·
Herestraat ·
Hoekstraat ·
Hofstraat ·
Hoge der A ·
Hoogstraatje ·
Jacobijnerstraat ·
Kleine der A ·
Kattenhage ·
Kleine Kromme Elleboog ·
't Klooster ·
Kostersgang ·
Koude Gat ·
Kreupelstraat ·
Kwinkenplein ·
De Laan ·
Lage der A ·
Lopende Diep ·
Lutkenieuwstraat ·
Marktstraat ·
Martinikerkhof ·
Munnekeholm ·
Muurstraat ·
Naberstraat ·
Nieuwe Boteringestraat ·
Nieuwe Ebbingestraat ·
Nieuwe Kerkhof ·
Nieuwe Kijk in 't Jatstraat ·
Nieuwe Markt ·
Nieuwstad ·
Noorderhaven ·
Oosterstraat ·
Ossenmarkt ·
Oude Boteringestraat ·
Oude Ebbingestraat ·
Oude Kijk in 't Jatstraat ·
Papengang ·
Pausgang · 
Pelsterstraat ·
Peperstraat ·
Poelestraat ·
Praediniussingel ·
Rademarkt ·
Radesingel ·
Reitemakersrijge ·
Rode Weeshuisstraat ·
Schoolstraat · 
Schoolholm · 
Schuitemakersstraat ·
Schuitendiep · 
Sieboldsgang · 
Singelstraat · 
Sint Jansstraat ·
Sint Walburgstraat ·
Spilsluizen ·
Stationsstraat ·
Steentilstraat ·
Stoeldraaierstraat · 
Torenstraat · 
Turfstraat ·
Turfsingel ·
Turftorenstraat ·
Ubbo Emmiussingel ·
Vismarkt ·
Visserstraat ·
Waagstraat ·
Zoutstraat ·
Zwanestraat